# Безкоровайная, Наталья Степановна
Наталья Степановна Безкоровайная (род. 9 апреля 1958, Симферополь) — советская и украинская концертно-оперная певица (сопрано). Заслуженная артистка Украины (2002), кавалер Ордена княгини Ольги (2009), лауреат Премии Автономной Республики Крым (1999), солистка Крымской государственной филармонии, доцент кафедры вокального и инструментального искусства Крымского университета культуры, искусств и туризма.

## Биография
Родилась в Крыму, в Симферополе, в семье художника Степана Григорьевича Лаутара. С ранних лет музыкально и художественно Наталья выделялась своей целеустремлённостью и любовью к народной песне. В 1975 году поступила в Симферопольское культурно-просветительское училище, после его окончания пела в хоре женского вокально-хореографического ансамбля «Таврия». В 1980 году поступила на вокальный факультет Львовской государственной консерватории им. Н. Лысенко, где училась под руководством Л. И. Жилкиной, заслуженной артистки Украины. После окончания год была солисткой хоровой капеллы УССР «Трембита» Львовской областной филармонии, но в 1987 году стала солисткой уже Крымской государственной филармонии, где проработала вплоть до 2015 года. Также с 2005 года доцент КУКИиТ. В настоящий момент ведёт гастрольную, научно-исследовательскую деятельность, с 2002 года входит в состав жюри конкурсов «Синяя птица», «Крымский мир: созвездие», «Фестиваль-конкурс им. Н. А. Обуховой». В 2014 году выпустила нотный сборник «Василь Безкоровайний. Вокальні твори».

### Семья
- Муж — Богдан Николаевич Безкоровайный, заслуженный работник культуры Украины, артист оркестра Государственного музыкального театра Республики Крым
- Дочь Елена (24.08.1989), лингвистка.
- Внучка Мария (19.02.2016).

## Альбомы
- «Задрожали струны» (2002 г.);
- «Рождённая огнём» (2004 г.);
- «Украинские народные песни», золотая коллекция (2005, 2006 и 2008 гг.)

## Награды
- Почётная Грамота министерства Украины по делам семьи, молодёжи и спорта (2009);
- Почётная грамота министерства культуры АРК (2008, 2011);
- Благодарность Постоянного Представителя Президента Украины в АРК (2008, 2009);
- Грамота русского культурного центра (2011);
- Почётная грамота крымского республиканского культурно-просветительского общества крымчаков «Кърымчахлар» (2009, 2017);
- заслуженная артистка Украины (2002),
- кавалер Ордена княгини Ольги (2009),
- лауреат Премии Автономной Республики Крым (1999),
- Заслуженный работник культуры Республики Крым (2018).